# Upplands runinskrifter 485
Upplands runinskrifter 485 är en runsten som står på norra sidan om gamla landsvägen mellan Uppsala och Östuna i Marma, Lagga socken i Uppland. Marmastenen som den kallas står bakom en häck på en privat tomt och är nästan osynlig från vägen. 
Runstenen är 1,8 meter hög, 1,3 meter bred och 0,4 meter tjock.

## Inskriften

### Inskriften i runor
ᚦᚱᚭᛏᛁ᛫ᚢᚴ᛫ᛁᚾᚵᚢᛚᚠᚱ᛫ᛚᛁᛏᚢ᛫ᚱᛁᛏᛅ᛫ᛋᛏᛅᛁᚾ
ᛁᚠᛏᛁᛦ᛫ᛋᛁᚵᚢᛁᚦ᛫ᚠᛅᚦᚢᚱ᛫ᛋᛁᚾ᛫ᚢᚴ᛫ᛁᚾᚴᛁᚠᛋᛏ᛫ᛅᛏ᛫ᛒᚭᚾᛏᛅ᛫ᛋᛁᚾ
ᛁᚾ᛫ᚭᚠᛅᛁᚵᚱ᛫ᚤᛒᛁᛦ᛫ᚱᛁᛋᛏᛁ
Translitterering av runraden:
þroti ' uk ' ingulfr ' litu ' rita stain ' iftiʀ ' sihuiþ ' faþur ' sin ' uk ' inkifa͡st ' at ' bonta ' sin ' in ' ofaigr ' ybiʀ ' risti
Normalisering till runsvenska:
Þrotti ok Ingulfʀ letu retta stæin æftiʀ Sigvið, faður sinn, ok Ingifast at bonda sinn. En Ofæigʀ/ofæigʀ Øpiʀ risti.
Översättning till nusvenska:
Trotte och Ingulv läto uppresa stenen efter Sigvid, sin fader, och Ingefast efter sin make. Och Ofeg Öpir ristade.

## Historia
Runslingan är signerad av den produktive runmästaren Öpir som var verksam i Uppland under den andra halvan av 1000-talet e.Kr.. Han har skapat och signerad omkring sextio bevarade runstenar.